# Howard Quayle

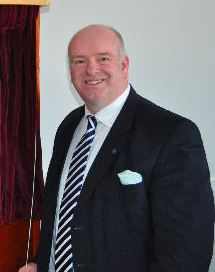
Howard Quayle (2015)

Robert Howard Quayle, CBE (* 1967 in Douglas, Isle of Man) ist ein ehemaliger britischer Politiker auf der Isle of Man, der unter anderem von 2011 bis 2021 Mitglied des Parlaments (Tynwald) war. Er war zudem zwischen 2016 und 2021 als Chief Minister der Isle of Man Regierungschef.

## Leben
Robert Howard Quayle wurde bei der Wahl am 29. September 2011 mit 922 Stimmen (41,9 Prozent) als Parteiloser im Wahlkreis Middle erstmals zum Mitglied des House of Keys (MHK), des Unterhauses des Parlaments (Tynwald) gewählt. Bei der darauf folgenden Wahl am 22. September 2016 wurde er im Wahlkreis Middle, der nunmehr zwei Abgeordnete stellte, mit 1.205 Stimmen (29,8 Prozent) mit dem zweitbesten Ergebnis nach Bill Shimmins (1357 Stimmen, 33,5 Prozent) erneut zum Mitglied des House of Keys gewählt. Bei der Wahl am 23. September 2021 verzichtete er auf eine erneute Kandidatur für das House of Keys. Während seiner Parlamentszugehörigkeit war er Mitglied zahlreicher Ausschüsse des Tynwald.
Er war von 2011 bis 2013 zunächst Vorsitzender des Planungskomitees (Planning Committee) sowie zwischen 2013 und 2014 Vorsitzender der Manx Electricity Authority, der Elektrizitätsgesellschaft der Isle of Man. Im Kabinett von Premierminister Allan Bell fungierte er zwischen dem 3. März 2014 und dem 4. Oktober 2016 als Minister für Gesundheit und Soziales (Minister for Health and Social Care).
Bei den Parlamentswahlen am 22. September 2016 errangen die Unabhängigen 91,7 Prozent der Stimmen und damit 21 von 24 Sitzen im House of Keys, während die Liberale Vannin-Partei mit 6,4 Prozent drei Mandate errang. Am 4. Oktober 2016 wählte das Parlament daraufhin Howard Quayle zum Chief Minister. Er erhielt 21 Stimmen, während neun Stimmen auf Alf Cannan und drei Stimmen auf Kate Beecroft fielen. Das Ams des Chefministers bekleidete er bis zum 12. Oktober 2021 und wurde im Anschluss von Alfred Cannan abgelöst. Kraft Amtes war er als Chief Minister von 2016 bis 2021 auch Vizepräsident des Exekutivkomitees der Isle of Man der Commonwealth Parliamentary Association (CPA), der Parlamentarischen Gesellschaft des Commonwealth of Nations, sowie zuletzt in seinem Kabinett zwischen dem 20. Juli und dem 12. Oktober 2021 auch Minister für Unternehmen (Minister for Enterprise). Für seine langjährigen Verdienste wurde er im Rahmen der sogenannten „Birthday Honours“ am 12. Juni 2021 zum Commander des Order of the British Empire (CBE) ernannt.